# 红花无心菜
红花无心菜（学名：Arenaria rhodantha）为石竹科无心菜属的植物。分布于印度、尼泊尔以及中国大陆的四川、西藏等地，生长于海拔4,000米至5,000米的地区，常生长在高山草甸、高山砾石带以及裸岩上，目前尚未由人工引种栽培。

## 别名
红花蚤缀（拉汉种子植物名称）